# Rigsdaler danese
Rigsdaler fu il nome di diverse monete usate in Danimarca fino al 1873. Monete con nomi simili sono Reichsthaler, riksdaler e rijksdaalder che furono in uso rispettivamente in Germania ed Austria-Ungheria, Svezia e nei Paesi Bassi.

## Storia
Il sistema monetario danese fissato nel 1625 era così costituito:
12 pfennig = 1 skilling
16 skilling = 1 mark
6 mark = 1 rigsdaler
8 mark = 1 krone
Dal 1713 coesistevano due sistemi separati, courant e species: courant era una moneta di minor valore che usava anche emissioni di banconote. Il "rigsdaler species" conteneva 4/37 di marco di Colonia di argento fino, cioè 9¼ rigsdaler species valevano come un marco di Colonia.
Dal 1771 le zecche furono quelle di Copenaghen, di Kongsberg (in Norvegia) e Altona (ora un quartiere di Amburgo). Nel 1814 la Norvegia passò alla Svezia e quindi la zecca di Kongsberg non fu più usata e dal 1861 anche la zecca di Altona non fu più usata per le monete danesi, quindi l'unica zecca rimase quella di Copenaghen.
Nel 1813, in seguito ad una crisi finanziaria, fu introdotto un nuovo sistema monetario, basato sul rigsbankdaler. Questo era diviso in 96 rigsbank skilling e aveva lo stesso valore di mezzo rigsdaler species o 6 rigsdaler courant.
Un ulteriore cambiamento ci fu nel 1854. Il nome di rigsdaler species scomparve e il rigsbankdaler e il rigsbank skilling divennero rispettivamente rigsdaler e skilling rigsmønt. C'erano 96 skilling rigsmønt in un rigsdaler.
Nel 1873, Danimarca e Svezia formarono l'Unione monetaria scandinava ed il rigsdaler fu sostituito dalla corona danese. Le corone (krone/krona) di pari valore della nuova unione monetaria sostituirono le tre valute con un cambio di 1 krone/krona = ½ rigsdaler danese = ¼ speciedaler norvegese = 1 riksdaler svedese. Attualmente un tokrone (monete cioè da 2 corone) è ancora occasionalmente chiamata daler.

## Monete
Nel tardo XVIII secolo furono emesse monete nei valori da ½, 1, 2, 4, 8, 24 e 32 skilling, 1/15, 1/4, 1/3, 1/2 e 1 rigsdaler specie.
Tra il 1813 ed il 1815 furono emesse monete di rame che recavano la legenda "rigsbanktegn" (gettoni rigsbank) nei valori di 2, 3, 4, 6, 12 e 16 skilling. dal 1818 furono emesse monete da 1, 2 e 32 rigsbank skilling e da 1 rigsdaler species dal 1820. Dal 1826 furono emesse monete d'oro in "Frederiks d'Or" o "Christians d'Or" (secondo il nome del re del momento). Il "d'or" valeva nominalmente 10 rigsdaler, anche se la valuta seguiva un a silver standard. Nel 1838 furono introdotte monete da ½ rigsbank skilling.
Tra il 1840 ed il 1843 fu introdotta una nuova monetazione costituita da 1/5, 1/2, 1, 2, 3, 4, 8, 16 e 32 rigsbank skilling, 1 rigsbankdaler e 1 rigsdaler species. Valori tra 4 rigsbank skilling e 1 rigsbankdaler recavano anche il valore nella valuta dello Schleswig-Holstein, lo Schilling Courant, 60 dei quali costituivano lo Speciethaler, di pari valore dello rigsdaler species. Questi valori furono 1¼, 2½, 5, 10 e 30 Schilling Courant.
Il cambiamento del nome dell'unità monetaria nel 1854 portò all'emissione delle monete da ½, 1, 4 e 16 skilling rigsmønt e da 1 e 2 rigsdaler. Le monete "d'or" continuarono ad essere emesse.

## Banconote
Nel 1713 il governo introdusse banconote da 1, 2 e 3 mark e da 1, 5, 10, 25, 50 e 100 rigsdaler. La "Copenhagen Assignation, Exchange and Loans Bank" emise banconote tra il 1737 ed il 1804 per 10, 20, 30, 40, 50 e 100 rigsdaler courant. Tra il 1791 ed il 1797 la "Danish-Norwegian Specie Bank" emise banconote da 4, 8, 20, 40 e 80 rigsdaler specie. Il tesoro emise banconote da 2 e 20 rigsdaler courant nel 1808 seguite da quelle da 8, 12 e 24 skilling nel 1809-1810.
Nel 1813 la Rigsbank introdusse banconote nei tagli da 1, 5, 10, 50 e 100 rigsbankdaler. Queste furono seguite nel 1819 da banconote della National Bank negli stessi tagli. Dopo il cambiamento del nome della valuta la National Bank emise banconote da 5, 10, 20, 50 e 100 rigsbankdaler.